# Jordan Sarrou
Jordan Sarrou (* 9. Dezember 1992 in Saint-Étienne) ist ein französischer Mountainbiker. 2020 wurde er Weltmeister in der Disziplin Cross-Country (olympisch).

## Sportlicher Werdegang
International trat Sarrou erstmals im Jahr 2009 in Erscheinung, als er nach dem Gewinn der nationalen Meisterschaften bei den Mountainbike-Weltmeisterschaften 2009 im Cross-Country-Rennen der Junioren an den Start ging, das Rennen jedoch nicht beenden konnte. Im Folgejahr beendete er das Rennen den 13. Platz. Im Jahr 2012 im Alter von 20 Jahren wurde er Französischer Meister in der U23 und gewann die Silbermedaille im Cross-Country-Staffelrennen (XCR) bei den Weltmeisterschaften 2012.
In seinem besten Jahr in der U23 wurde Sarrou 2014 Weltmeister, Europameister und Französischer Meister im Cross Country. Er gewann vier Rennen und die Gesamtwertung Cross-Country im U23-Mountainbike-Weltcup. Zudem wurde er erstmals Weltmeister und Europameister mit der französischen Cross-Country-Staffel.
In den Jahren 2014 und 2016 nahm Sarrou vereinzelt an Straßenrennen teil, seine beste Platzierung bei einem UCI-Rennen war ein dritter Rang bei der Ruota d’Oro 2014.
Auch seit dem Wechsel in die Elite gehört Sarrou zu den weltbesten Cross-Country-Fahrern. Die Saisons 2017 und 2020 beendete er jeweils auf Platz 2 der Cross-Country-Weltrangliste. Als festes Mitglied des französischen Teams gewann er weitere Medaillen bei Welt- und Europameisterschaften im Cross-Country-Staffelrennen. Ein Einzelerfolg bei internationalen Meisterschaften oder im Mountainbike-Weltcup blieb ihm jedoch bis 2020 verwehrt, seine beste Einzelplatzierung im Weltcup war ein 3. Platz im Jahr 2019 in Albstadt.
Von 2019 bis 2020 fuhr er im Team Absolute-Absalon-BMC von Olympiasieger Julien Absalon und wurde im Jahr 2020 überraschend Weltmeister im Cross-Country. Zur Saison 2021 wechselte er zum Team Specialized Factory Racing. Neben mehreren Podiumsplatzierungen im Weltcup wurde er erneut Weltmeister mit der Staffel. Im Oktober gewann er zusammen mit dem südafrikanischen Meister Matt Beers die Gesamtwertung des Absa Cape Epic 2021. In der Saison 2022 blieb er ohne Weltcup-Erfolg und Medaille bei internationalen Meisterschaften. 2023 gewann im Weltcup den Short Track in Leogang und erzielte vier zweite Plätze, mit denen er die Gesamtwertung im Short Track als Zweiter beendete. Zudem gewann er in Snowshoe erstmals ein Weltcup-Rennen über die olympische Distanz. Anfang Mai 2024 gewann er in Levens seinen zweiten französischen Meistertitel.
2021 und 2024 vertrat Sarrou Frankreich im olympischen Mountainbikerennen, wo er auf den 9. bzw. 14. Platz kam.

## Erfolge
| 2009 - Französischer Meister (Junioren) – XCO 2012 - Weltmeisterschaften – XCR - Französischer Meister (U23) – XCO 2013 - Weltmeisterschaften – XCR - Europameister (U23) – XCO - ein Erfolg U23-MTB-Weltcup 2014 - Weltmeister – XCR - Weltmeisterschaften (U23) – XCO - Europameister (U23) – XCO - Europameister – XCR - Französischer Meister (U23) – XCO - vier Erfolge U23-MTB-Weltcup 2015 - Weltmeister – XCR 2016 - Weltmeister – XCR - Europameisterschaften – XCR | 2017 - Weltmeisterschaften – XCR 2019 - Weltmeisterschaften – XCR 2020 - Weltmeister – XCO - Weltmeister – XCR - Europameisterschaften – XCR - Französischer Meister – XCO 2021 - Weltmeister – XCR - Gesamtwertung Absa Cape Epic mit Matt Beers 2023 - Weltmeisterschaften – XCR - ein Weltcup-Erfolg – XCO - ein Weltcup-Erfolg – XCC 2024 - Französischer Meister – XCO |